# Исланд на Летњим олимпијским играма 2012.
Исланд је учествовао на Летњим олимпијским играма 2012. у Лондону и било је то њихово 19. учешће на Летњим олимпијским играма (укупно 35).
Исландску делегацију на овим играма чинило је 27 спортиста (21 мушкарац и 6 жена) који су се такмичили у 6 спортова (један екипни и 5 појединачних). Националну заставу на дефилеу нација на церемонији свечаног отварања 27. јула носила је атлетичарка Аздис Хјалмсдотир. Најбројнији су били рукометаши са 14 спортиста и пливачи са 7 такмичара.
Исландски спортисти нису успели да освоје медаљу на овим играма. Најбољи резултат остварила је рукометна репрезентација освајањем 5. места, а у појединачним спортовима једино је Хјалмсдотир успела да се пласира у финале бацања копља (заузела 11. место).

## Учесници по спортовима
| Спорт      | Мушкарци | Жене | Укупно |
| ---------- | -------- | ---- | ------ |
| Атлетика   | 2        | 1    | 3      |
| Бадминтон  | 0        | 1    | 1      |
| Пливање    | 3        | 4    | 7      |
| Рукомет    | 14       | 0    | 14     |
| Стрељаштво | 1        | 0    | 1      |
| Џудо       | 1        | 0    | 1      |
| 6 спортова | 21       | 6    | 27     |

## Атлетика
Мушкарци
| Атлетичарка               | Дисциплина   | Квалификације | Квалификације | Финале           | Финале           |
| Атлетичарка               | Дисциплина   | Рез.          | Плас.         | Рез.             | Плас.            |
| ------------------------- | ------------ | ------------- | ------------- | ---------------- | ---------------- |
| Каури Стејдн Картлсон     | Маратон      |               |               | 2:18:47          | 42.              |
| Оудидн Бјердн Торстејнсон | Бацање кугле | 17,62         | 36.           | Није се пласирао | Није се пласирао |

Жене
| Атлетичарка       | Дисциплина   | Квалификације | Квалификације | Финале | Финале |
| Атлетичарка       | Дисциплина   | Рез.          | Плас.         | Рез.   | Плас.  |
| ----------------- | ------------ | ------------- | ------------- | ------ | ------ |
| Асдис Хјалмсдотир | Бацање копља | 62,77 НР      | 8. КВ         | 59,09  | 11.    |

## Бадминтон
| Такмичар             | Дисциплина   | Групна фаза                      | Групна фаза             | Групна фаза | Елиминације        | Четвртфинале       | Полуфинале         | Финале             | Финале            |
| Такмичар             | Дисциплина   | Противник Резултат               | Противник Резултат      | Плас.       | Противник Резултат | Противник Резултат | Противник Резултат | Противник Резултат | Плас.             |
| -------------------- | ------------ | -------------------------------- | ----------------------- | ----------- | ------------------ | ------------------ | ------------------ | ------------------ | ----------------- |
| Рагна Ингоулфсдоутир | Женски сингл | А. Стапушаитите ПОБ 21:10, 21:16 | Ђе Јао ИЗГ 12:21, 23:25 | 2           | Није се пласирала  | Није се пласирала  | Није се пласирала  | Није се пласирала  | Није се пласирала |

## Пливање
Мушкарци
| Пливач                 | Дисциплина       | Квалификације | Квалификације | Полуфинале       | Полуфинале       | Финале           | Финале           |
| Пливач                 | Дисциплина       | Рез.          | Плас.         | Рез.             | Плас.            | Рез.             | Плас.            |
| ---------------------- | ---------------- | ------------- | ------------- | ---------------- | ---------------- | ---------------- | ---------------- |
| Ауртни Маур Ауртнасон  | 50 м слободно    | 22,81         | 31.           | Није се пласирао | Није се пласирао | Није се пласирао | Није се пласирао |
| Антон Свејн Маки       | 1.500 м слободно | 15:29,40      | 25.           |                  |                  | Није се пласирао | Није се пласирао |
| Антон Свејн Маки       | 400 м мешовито   | 4:25,06       | 31.           |                  |                  | Није се пласирао | Није се пласирао |
| Јакоб Јоухадн Свејнсон | 100 м прсно      | 1:02,65       | 36.           | Није се пласирао | Није се пласирао | Није се пласирао | Није се пласирао |
| Јакоб Јоухадн Свејнсон | 200 м прсно      | 2:16,72       | 31.           | Није се пласирао | Није се пласирао | Није се пласирао | Није се пласирао |

Жене
| Пливач                                                                                | Дисциплина     | Квалификације  | Квалификације  | Полуфинале        | Полуфинале        | Финале            | Финале            |
| Пливач                                                                                | Дисциплина     | Рез.           | Плас.          | Рез.              | Плас.             | Рез.              | Плас.             |
| ------------------------------------------------------------------------------------- | -------------- | -------------- | -------------- | ----------------- | ----------------- | ----------------- | ----------------- |
| Сара Блејк Бејтмен                                                                    | 50 м слободно  | 25,28          | 16.            | Није се пласирала | Није се пласирала | Није се пласирала | Није се пласирала |
| Сара Блејк Бејтмен                                                                    | 100 м делфин   | 59,87          | 32.            | Није се пласирала | Није се пласирала | Није се пласирала | Није се пласирала |
| Ејглоу Оуск Густафсдоутир                                                             | 100 м леђно    | 1:02,40        | 32             | Did not advance   | Did not advance   | Did not advance   | Did not advance   |
| Ејглоу Оуск Густафсдоутир                                                             | 200 м леђно    | 2:11.31        | 20.            | Није се пласирала | Није се пласирала | Није се пласирала | Није се пласирала |
| Ејглоу Оуск Густафсдоутир                                                             | 200 м мешовито | 2:16,81        | 28.            | Није се пласирала | Није се пласирала | Није се пласирала | Није се пласирала |
| Храбнилдир Лутерсдоутир                                                               | 100 м прсно    | Није наступила | Није наступила | Није наступила    | Није наступила    | Није наступила    | Није наступила    |
| Храбнилдир Лутерсдоутир                                                               | 200 м прсно    | 2:29,60        | 28.            | Није се пласирала | Није се пласирала | Није се пласирала | Није се пласирала |
| Сара Блејк Бејтмен Ејглоу Оуск Густафсдоутир Ева Хаднесдоутир Храбнилдир Лутерсдоутир | 4х100 мешовито  | 4:07,09        | 15.            |                   |                   | Нису се пласирале | Нису се пласирале |

## Рукомет
- Мушка рукометна репрезентација Исланда - 14 рукометаша; 5. место

Састав репрезентације
| №  | Поз. | Име                       | Датум рођења       | Висина | Клуб у 2012.        |
| -- | ---- | ------------------------- | ------------------ | ------ | ------------------- |
| 1  | Г    | Бјергвин Паудл Густавсон  | 24. мај 1985.      | 1,90   | РК Магдебург        |
| 2  | П    | Вигнир Сваварсон          | 20. јун 1980.      | 1,94   | ТСВ Хановер         |
| 3  | П    | Каури Кристјаунсон        | 23. април 1981.    | 1,98   | РК Вецлар           |
| 4  | СБ   | Арон Паулмарсон           | 19. јул 1990.      | 1,93   | РК Кил              |
| 5  | ЛБ   | Ингиминдир Ингиминдарсон  | 29. јануар 1980.   | 1,93   | РК Фрам             |
| 6  | ДК   | Аусгјејр Ертн Хадлгримсон | 17. фебруар 1984.  | 1,91   | РК Хановер          |
| 7  | ЛК   | Арнор Атласон             | 23. јул 1984.      | 1,91   | РК Копенхаген       |
| 9  | ЛК   | Гвидјоун Валир Сигирдсон  | 8. август 1979.    | 1,87   | РК Копенхаген       |
| 10 | СБ   | Снори Гвидјоунсон         | 17. октобар 1981.  | 1,87   | РК Копенхаген       |
| 11 | ДК   | Олавир Стефаунсон         | 3. јул 1973.       | 1,96   | РК Копенхаген       |
| 15 | ДК   | Александер Петерсон       | 2. јул 1980.       | 1,86   | РК Берлин           |
| 16 | Г    | Хрејдар Гвидминдсон       | 29. новембар 1980. | 1,93   | РК Нотерој          |
| 17 | П    | Свере Андрес              | 8. фебруар 1977.   | 1,96   | РК Грозвалштат      |
| 18 | П    | Роуберт Гинарсон          | 22. мај 1980.      | 1,90   | РК Рајн Некер Левен |

Селектор: Гвидминдир Гвидминдсон

### Група А
| 29. јул 2012. 09:30 | Исланд      | 31 : 25  | Аргентина | Копер бокс Гледалаца: 3.701 Судије: Гајпел, Хелбиг (НЕМ) |
| 29. јул 2012. 09:30 | Сигирдсон 9 | (15:14)  | Симонет 5 | Копер бокс Гледалаца: 3.701 Судије: Гајпел, Хелбиг (НЕМ) |
| 29. јул 2012. 09:30 | 6× 3×       | Извештај | 1× 3×     | Копер бокс Гледалаца: 3.701 Судије: Гајпел, Хелбиг (НЕМ) |

| 31. јул 2012. 09:30 | Тунис    | 22 : 32  | Исланд       | Копер бокс Гледалаца: 3.599 Судије: Ел-Нуаими, Омар (УАЕ) |
| 31. јул 2012. 09:30 | Банур 10 | (8:19)   | Паулмарсон 8 | Копер бокс Гледалаца: 3.599 Судије: Ел-Нуаими, Омар (УАЕ) |
| 31. јул 2012. 09:30 | 3× 4×    | Извештај | 5× 4×        | Копер бокс Гледалаца: 3.599 Судије: Ел-Нуаими, Омар (УАЕ) |

| 2. август 2012. 21:15 | Шведска  | 32 : 33  | Исланд       | Копер бокс Гледалаца: 4.590 Судије: Начевски, Николов (МАК) |
| 2. август 2012. 21:15 | Келман 9 | (13:17)  | Паулмарсон 9 | Копер бокс Гледалаца: 4.590 Судије: Начевски, Николов (МАК) |
| 2. август 2012. 21:15 | 3×       | Извештај | 8× 3×        | Копер бокс Гледалаца: 4.590 Судије: Начевски, Николов (МАК) |

| 4. август 2012. 19:30 | Исланд     | 30 : 29  | Француска   | Копер бокс Гледалаца: 4.521 Судије: Крстић, Љубић (СЛО) |
| 4. август 2012. 19:30 | Петерсон 6 | (16:15)  | Фернандез 9 | Копер бокс Гледалаца: 4.521 Судије: Крстић, Љубић (СЛО) |
| 4. август 2012. 19:30 | 7× 3×      | Извештај | 4× 2×       | Копер бокс Гледалаца: 4.521 Судије: Крстић, Љубић (СЛО) |

| 6. август 2012. 16:15 | Исланд      | 41 : 24  | Уједињено Краљевство | Копер бокс Гледалаца: 4.833 Судије: Абдула, Бамутреф (КАТ) |
| 6. август 2012. 16:15 | Сигирдсон 8 | (18:15)  | Ларсон 9             | Копер бокс Гледалаца: 4.833 Судије: Абдула, Бамутреф (КАТ) |
| 6. август 2012. 16:15 | 4× 3×       | Извештај | 5× 3×                | Копер бокс Гледалаца: 4.833 Судије: Абдула, Бамутреф (КАТ) |

| Репрезентација       | Ут | Поб | Н | Изг | Г+  | Г-  | ГР  | Б  |
| -------------------- | -- | --- | - | --- | --- | --- | --- | -- |
| Исланд               | 5  | 5   | 0 | 0   | 167 | 132 | +35 | 10 |
| Француска            | 5  | 4   | 0 | 1   | 159 | 110 | +49 | 8  |
| Шведска              | 5  | 3   | 0 | 2   | 156 | 115 | +41 | 6  |
| Тунис                | 5  | 2   | 0 | 3   | 121 | 125 | -4  | 4  |
| Аргентина            | 5  | 1   | 0 | 4   | 113 | 138 | -25 | 2  |
| Уједињено Краљевство | 5  | 0   | 0 | 5   | 96  | 182 | -86 | 0  |

### Четвртфинале
| 8. август 11:00 | Исланд                 | 33 : 34 (ПР) | Мађарска | Кошаркашка арена Гледалаца: 9.063 Судије: Лазар, Ревере (ФРА) |
| 8. август 11:00 | Сигирдсон 8            | (12:16)      | Нађ 9    | Кошаркашка арена Гледалаца: 9.063 Судије: Лазар, Ревере (ФРА) |
| 8. август 11:00 | 2× 3×                  | Извештај     | 4× 3×    | Кошаркашка арена Гледалаца: 9.063 Судије: Лазар, Ревере (ФРА) |
| 8. август 11:00 | РВ: 27:27 ПР: 3:3, 3:4 |              |          | Кошаркашка арена Гледалаца: 9.063 Судије: Лазар, Ревере (ФРА) |

## Стрељаштво
Мушкарци
| Стрелац               | Дисциплина       | Квалификације | Квалификације | Финале           | Финале           |
| Стрелац               | Дисциплина       | Пог.          | Плас.         | пог.             | Плас.            |
| --------------------- | ---------------- | ------------- | ------------- | ---------------- | ---------------- |
| Аусгјејр Сигиргјерсон | Ваз. пиштољ 10 м | 580           | 14.           | Није се пласирао | Није се пласирао |
| Аусгјејр Сигиргјерсон | МК пиштољ 50 м   | 544           | 32.           | Није се пласирао | Није се пласирао |

## Џудо
Мушкарци
| Џудока                   | категорија     | 1. коло            | 2. коло              | 3. коло            | Четвртфинале       | Полуфинале         | Репасаж 1          | Репасаж 2          | Финале             | Финале           |
| Џудока                   | категорија     | Противник Резултат | Противник Резултат   | Противник Резултат | Противник Резултат | Противник Резултат | Противник Резултат | Противник Резултат | Противник Резултат | Плас.            |
| ------------------------ | -------------- | ------------------ | -------------------- | ------------------ | ------------------ | ------------------ | ------------------ | ------------------ | ------------------ | ---------------- |
| Тормоуддр Ауртни Јоунсон | – преко 100 кг | Слободан           | Р. Силва L 0000–0100 | Није се пласирао   | Није се пласирао   | Није се пласирао   | Није се пласирао   | Није се пласирао   | Није се пласирао   | Није се пласирао |